# 2044
Rok 2044 (MMXLIV) gregoriánského kalendáře začne v pátek 1. ledna a skončí v sobotu 31. prosince.

## Předpokládané a naplánované události
- 6. června – 100. výročí vylodění v Normandii